# Boca del Río

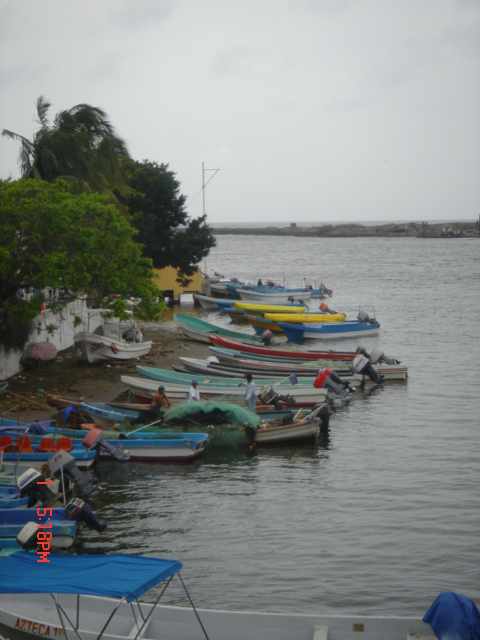
Le port veracruzano de Boca del Río

Boca del Río est une ville d'environ 10 000 habitants dans l'État de Veracruz (Mexique), située à 400 km de Mexico et à 280 km de Puebla. Elle est le chef-lieu de la municipalité de même nom.

## Géographie
Boca del Río est située sur la côte du golfe du Mexique, à l'embouchure du fleuve Río Jamapa, au sud de la ville de Veracruz. Elle fait partie de son agglomération urbaine, et appartient administrativement à la Zona metropolitana de Veracruz (es), qui regroupe les municipalités de Alvarado, Boca del Río, Jamapa, Manlio F. Altamirano, Medellín et Veracruz, pour une population totale de 939 046 habitants.

## Histoire
En 1518, les conquistadors espagnols appelèrent cette région « Río Banderas ».
En 1988, Boca del Río acquit le statut de ville.

## Personnalités
Fernanda Melchor (1982-), écrivaine et journaliste.